# Ammar Farhat
Ammar Farhat (arabe : عمار فرحات), né en 1911 à Béja et mort le 2 mars 1987 à Tunis, est un peintre tunisien.
Il effectue sa première exposition collective en 1938 et sa première exposition individuelle deux ans plus tard, en 1940. En 1949, il cofonde l'École de Tunis et reçoit le Prix du dessin artistique. En 1983, il reçoit le Prix national des œuvres plastiques.
Une maison de la culture porte aujourd'hui son nom dans sa ville natale de Béja.